# Baudouin de Bourgogne
Baudouin de Bourgogne, seigneur de Fallais, né vers 1446 à Lille et mort en 1508 à Bruxelles, est un noble, homme de guerre et diplomate bourguignon.

## Biographie

### Un bâtard de Philippe le Bon
Fils illégitime (« bâtard ») du duc de Bourgogne Philippe le Bon et de Catherine de Thieffries (d), Baudouin naît à Lille vers 1446-1447.
Généreux à l'égard de cet enfant naturel, le duc lui donne des terres le 14 février 1464 : il s'agit des seigneuries flamandes de Lovendegem et Zomergem (aujourd'hui Lievegem), confisquées deux ans plus tôt à Jean Coustain. Peu de temps après la naissance de Baudouin, le bâtard et sa mère s'étaient également vu attribuer, mais à titre viager, la seigneurie de La Rondrie (près d'Hem).

### Au service des ducs de Bourgogne (1464-1470)
Malgré leur différence d'âges, Baudouin est très proche de son demi-frère Antoine, grand bâtard de Bourgogne, qu'il accompagne lors d'une tentative de croisade contre les Turcs, entre mai 1464 et février 1465. La flotte flamande, partie de L'Écluse, parvient à Marseille après avoir fait lever le siège de Ceuta, mais l'expédition s'arrête là, à cause d'une épidémie de peste et de la mort du pape Pie II, promoteur de la croisade.
C'est aussi sous les ordres d'Antoine, à l'arrière-garde puis à l'avant-garde de l'armée de leur demi-frère Charles le Téméraire, que Baudouin prend part à la guerre du Bien public en 1465 puis aux Guerres de Liège. Au cours de ce dernier conflit, il participe à la prise de Dinant en août 1466, commande une charge de cavalerie à Brustem en octobre 1467, et figure parmi les responsables du sac de Liège en octobre 1468.

### Au service de Louis XI (1470-1475)
En 1470, Baudouin fuit la cour ducale et entre au service du roi de France, Louis XI. Tandis que Charles le Téméraire l'accuse d'avoir conspiré contre lui, Baudouin justifie sa fuite en prétendant avoir été victime de harcèlement sexuel de la part de son puissant beau-frère. En récompense de ses services, l'Universelle Aragne lui accorde la vicomté d'Orbec. Cette seigneurie n'entrera cependant jamais en sa possession, à cause des réticences du Parlement de Paris et du vicomte en place, un certain Jean Baudouin.
Conclue le 13 septembre 1475 entre le roi de France et le duc de Bourgogne, la trêve de Soleuvre exclut encore Baudouin (de même que Philippe de Commynes, Philippe de Croÿ-Renty ainsi que l'ancien chambellan Jean de Chassa) de toute mansuétude ducale. Des tractations en vue d'un pardon sont cependant déjà en cours et aboutissent au retour de Baudouin auprès de son demi-frère en janvier 1476.

### Au service de Charles le Téméraire (1476-1477)
Revenu au service du duc, il retrouve également Antoine et combat aux côtés de celui-ci dans l'avant-garde de l'armée bourguignonne à Grandson le 2 mars 1476.
L'année suivante, le 5 janvier 1477, la fratrie prend part à la bataille de Nancy, au cours de laquelle le duc est tué tandis que ses demi-frères sont faits prisonniers.

### Au service des Habsbourg (1477-1508)
Retenu au château de Vincennes, Baudouin tente de s'en échapper avant d'être repris par le maréchal Pierre de Rohan. Pendant ce séjour forcé en France, Louis XI semble avoir essayé de le ramener à son service en lui attribuant une rente ainsi que la baronnie de Bagnols-sur-Cèze (1479).
Malgré ces largesses royales, Baudouin préfère servir loyalement sa nièce Marie de Bourgogne, ou plutôt le mari de celle-ci, l'empereur Maximilien, puis leur fils Philippe le Beau. Nommé capitaine du château de Lille, il dirige une partie des troupes impériales envoyées par Maximilien contre les Français lors de la Guerre de Bretagne en juillet-août 1487.

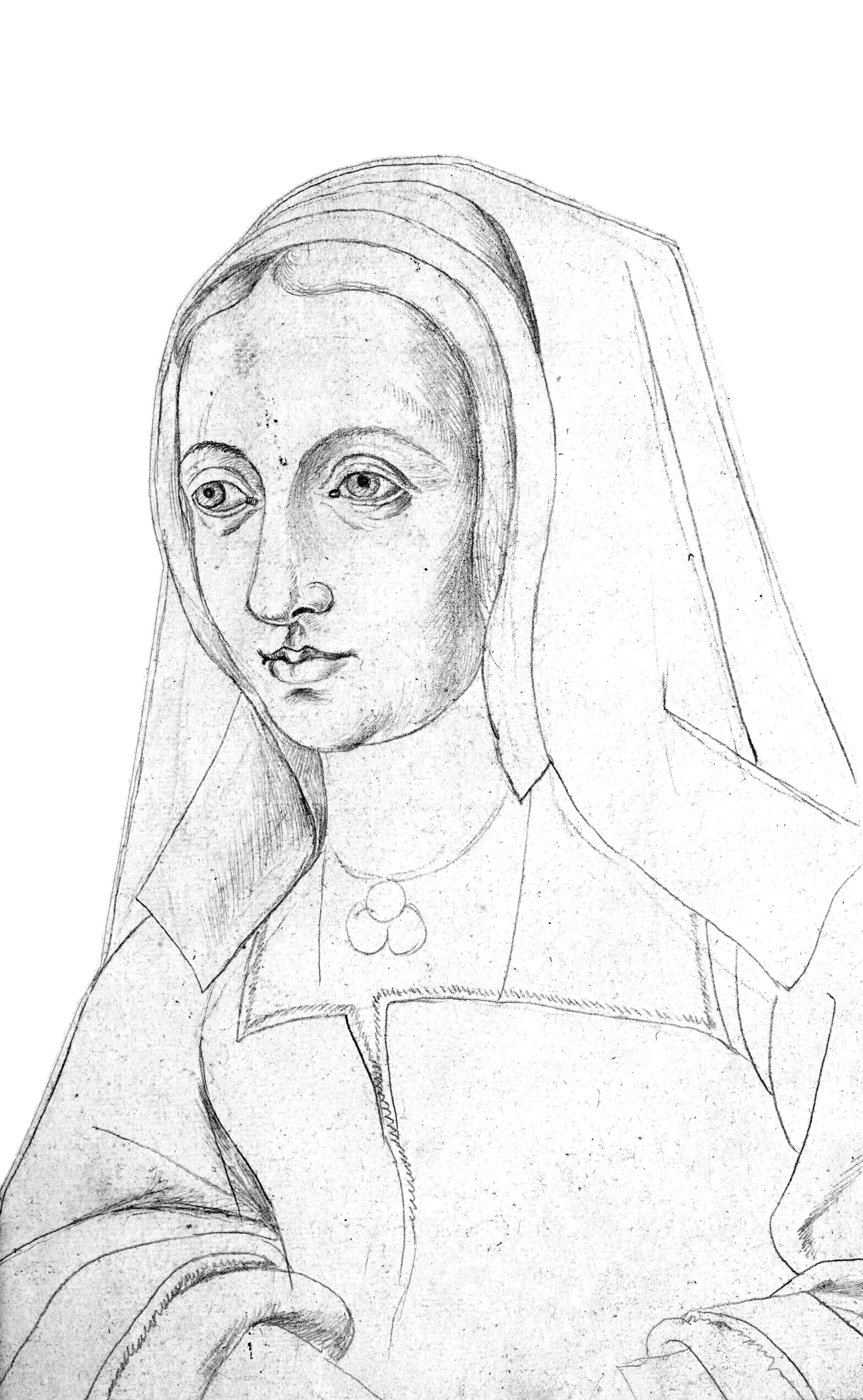
Marie Manuel de la Cerda, épouse de Baudouin (Recueil d'Arras, fol. 103)

En 1488-1489, Baudouin épouse Marie (dite Marine) Manuel de la Cerda, fille d'un seigneur castillan. Morte moins de dix ans plus tard, Marine a cependant donné au moins six enfants à Baudouin, dont Philippe (†1542), Charles (1491-1538) et Maximilien (†1536). Leur fille Madeleine (†1511) épousera Philippe de Lannoy, seigneur de Molembaix (1487-1543). Baudouin aura également plusieurs enfants naturels avec des maîtresses.
Conseiller-chambellan de Maximilien, Baudouin accomplit plusieurs missions diplomatiques pour l'empereur. Outre son rôle actif dans le mariage de Philippe le Beau et de Jeanne de Castille, il prend part aux négociations entre Maximilien et les villes des Pays-Bas lors de l'insurrection d'une partie ce territoire. Il œuvre ainsi à la paix de Daenebroeck avec Louvain et Bruxelles (14 août 1489). En novembre 1490, il est l'un des trois porte-parole de Maximilien auprès des États du Hainaut pour demander une aide militaire contre Bruges. La paix signée entre l'empereur et Philippe de Clèves, le 12 octobre 1492, résulte également de tractations dans lesquelles Baudouin a pris une part importante.
Quelques années plus tard, en septembre 1507, il prend part à la défense de Louvain contre Robert II de La Marck et le duc de Gueldre.

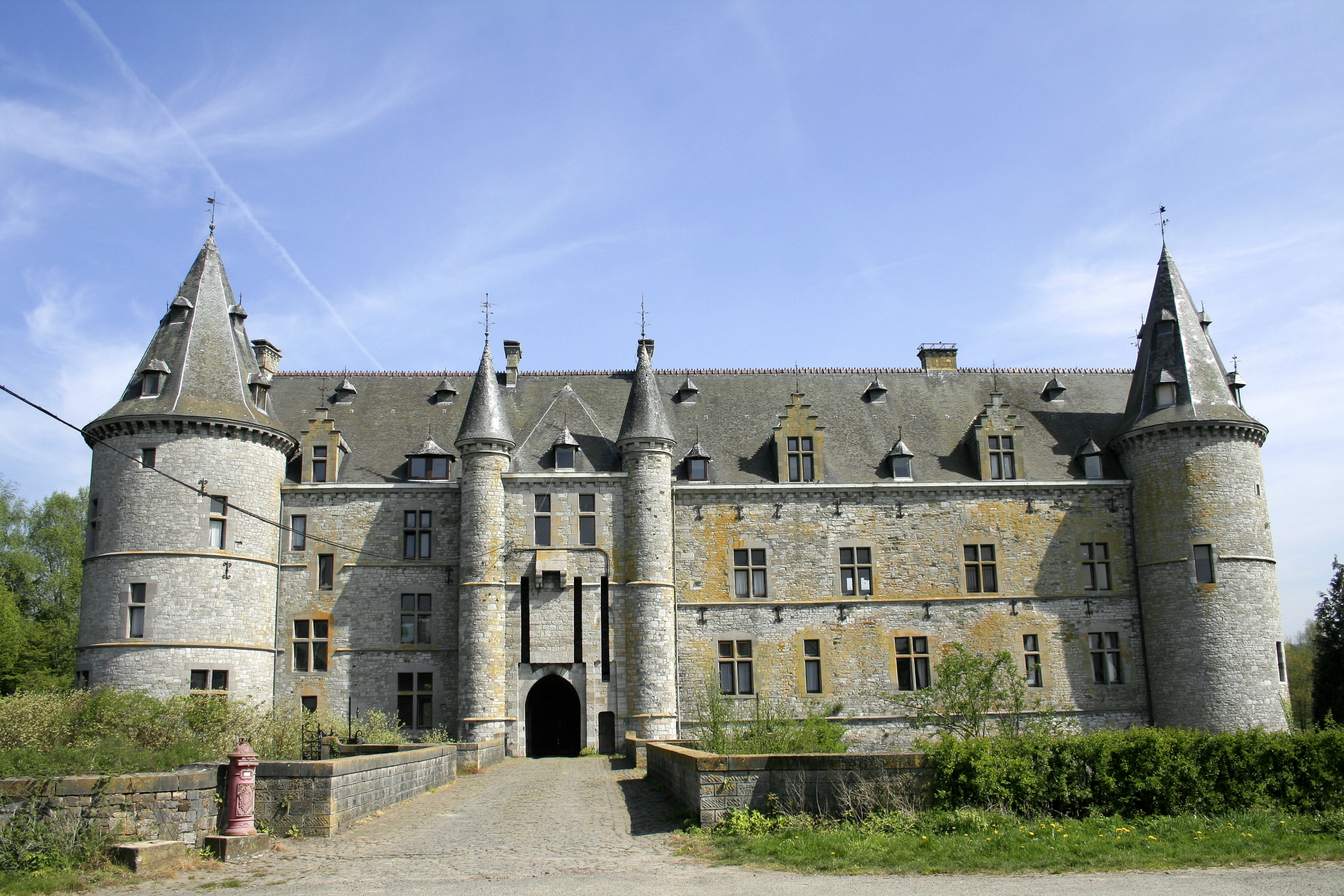
Château de Fallais

Entre 1490 et 1500, Baudouin a obtenu la seigneurie de Baudour puis acquis celle de Peer. Le 26 janvier 1501, Maximilien a cédé à ce fidèle serviteur la seigneurie brabançonne de Fallais, qu'il venait tout juste d'acheter. Plus au nord, Baudouin était également seigneur de Bredam (Brigdamme) et de Sommelsdijk et possédait également des terres à Sint-Annaland, héritées de sa demi-sœur, Anne de Bourgogne .
Baudoin, seigneur de Fallais, meurt à Bruxelles en 1508. Il est inhumé à Fallais.

### Armoiries et iconographie

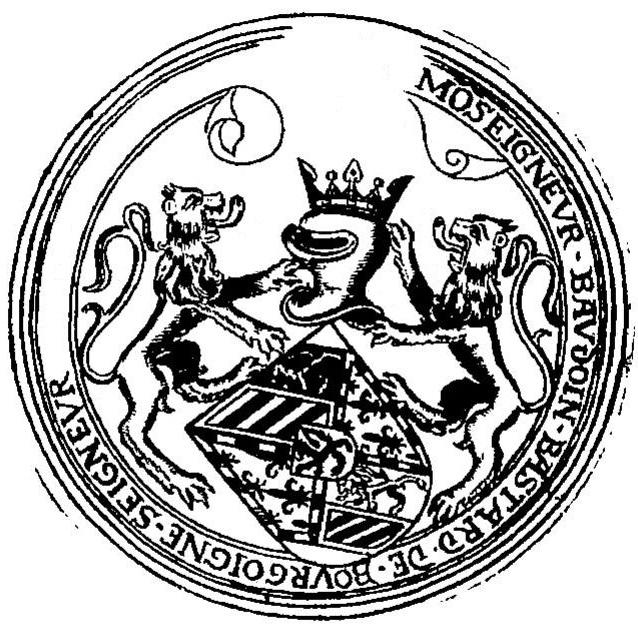
Marque du sceau de Baudouin (gravure du XVIIe siècle)

Les armes de Baudouin étaient : D’or à la bande de Bourgogne (et non, comme l'indique René de Belleval, D'or, à l'écusson de Bourgogne en sautoir). Elles figuraient sur son sceau, qui a été reproduit par la gravure dans la Généalogie des comtes de Flandre d'Olivier de Wree (1642).
Les portraits de Baudouin, de ses parents, de son épouse et d'un de ses fils, Charles de Bourgogne (d), ont été recopiés au XVIe siècle et collés dans le Recueil d'Arras.